# Bactrocera setinervis
Bactrocera setinervis
 es una especie de insecto díptero que Malloch describió científicamente por primera vez en 1938. Esta especie pertenece al género Bactrocera de la familia Tephritidae. Esta especie como plaga agrícola ha sido atacada por los agricultores en las Islas Pitcairn.